# Saint-Chamas
Saint-Chamas ist eine südfranzösische Gemeinde im Département Bouches-du-Rhône in der Region Provence-Alpes-Côte d’Azur in der Provence. Sie hat 8669 Einwohner (1. Januar 2022).

## Geografie
Saint-Chamas liegt am nördlichen Zipfel des Étang de Berre bei Miramas, 20 km südlich von Salon-de-Provence und 50 km nordwestlich von Marseille. Der höchste Punkt der Stadt ist Le Verdon mit einer Höhe von 121 Metern.

## Geschichte
Archäologische Erkundung der Abris hat ergeben, dass das Gebiet von Saint-Chamas bereits in der Altsteinzeit besiedelt war. Während der Eisenzeit wurde das Gebiet von den Ligurern besiedelt, die dort ein Oppidum errichteten, später dann von den Kelten. Die Römer bauten im 1. Jahrhundert vor Christus die Pont Flavien, eine Triumph-Brücke über die Touloubre.
Saint-Chamas ist nach Sanctus Amantius (Amans), dem Bischof von Rodez, benannt, zu dessen Ehren im 7. Jahrhundert eine Kapelle erbaut wurde. Die Siedlung wurde ursprünglich auf dem Kalkberg Baou errichtet, von dem man den Étang de Berre und die Umgebung bestens überblicken kann und der leicht zu verteidigen war. 
Im 17. Jahrhundert entstand eine moderne Stadt: Die alte Siedlung auf dem Baou wurde zu eng. Sie wurde verlassen, als die neuen Viertel Perthuis und au Delà entstanden. Ein Rathaus wurde gebaut und der Hafen wurde ausgebaut. Die Kirche Saint-Léger wurde zwischen 1660 und 1668 erbaut, der Glockenturm wurde aber erst 1740 fertiggestellt. Heute beherbergt die Kirche das Saint-Anne-Altarretabel aus dem 16. Jahrhundert. 1690 wurde auf Initiative von Ludwig XIV. die königliche Schwarzpulver-Mühle La Poudrerie gebaut, die lange der wichtigste Industriezweig der Stadt war. Am 16. November 1936 kam es dort zu einer Explosion, die 53 Tote und 200 Verletzte forderte. Zu ihrem Gedenken wurde die Avenue des 53 benannt. Die Fabrik wurde 1974 geschlossen.
Während der Französischen Revolution wurde die Stadt einige Jahre lang Port-Chamas genannt. Die Stadtviertel, die sich am Rathaus und am Hafen entwickelten, wurden durch einen Tunnel la Goule verbunden, der aber 1863 zusammenfiel. Heute ist Saint-Chamas ein Touristenort, der sein Erbe und das Aussehen eines provenzalischen Ortes bewahrt hat.

### Bevölkerungsentwicklung
| Jahr                       | 1962 | 1968 | 1975 | 1982 | 1990 | 1999 | 2006 | 2016 | 2021 |
| Einwohner                  | 4634 | 5083 | 5110 | 5045 | 5396 | 6595 | 7268 | 8418 | 8643 |
| Quellen: Cassini und INSEE |      |      |      |      |      |      |      |      |      |

## Sehenswürdigkeiten
- Pont Flavien, römische Brücke aus dem Jahr 12 v. Chr. über die Touloubre, siehe Pont Flavien
- Kirche Saint-Léger aus dem 17. Jahrhundert
- Viadukt de Saint-Chamas
- Aquädukt du Pont de l’Horloge

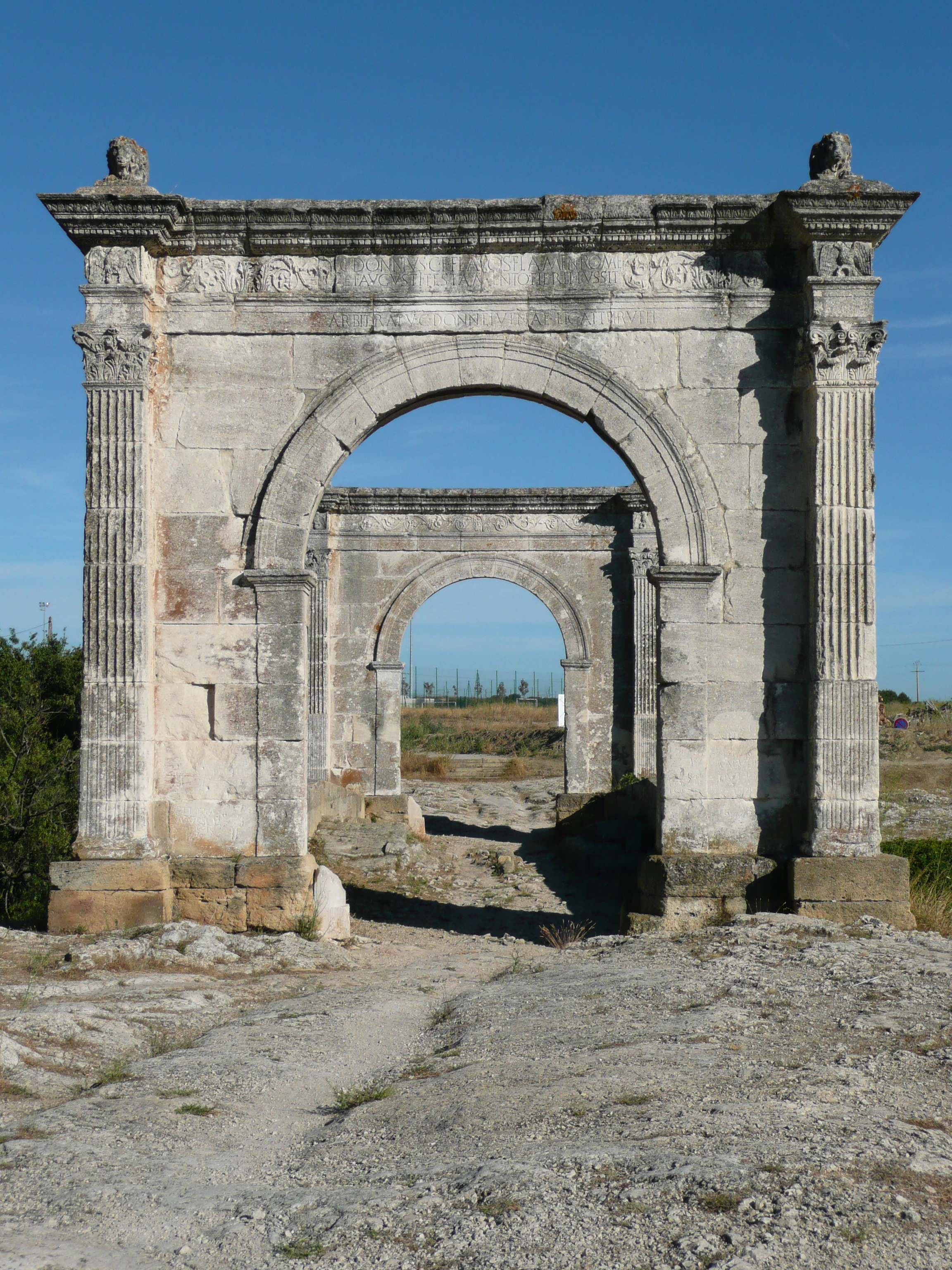
Römische Pont Flavien am südlichen Ausgang der Stadt
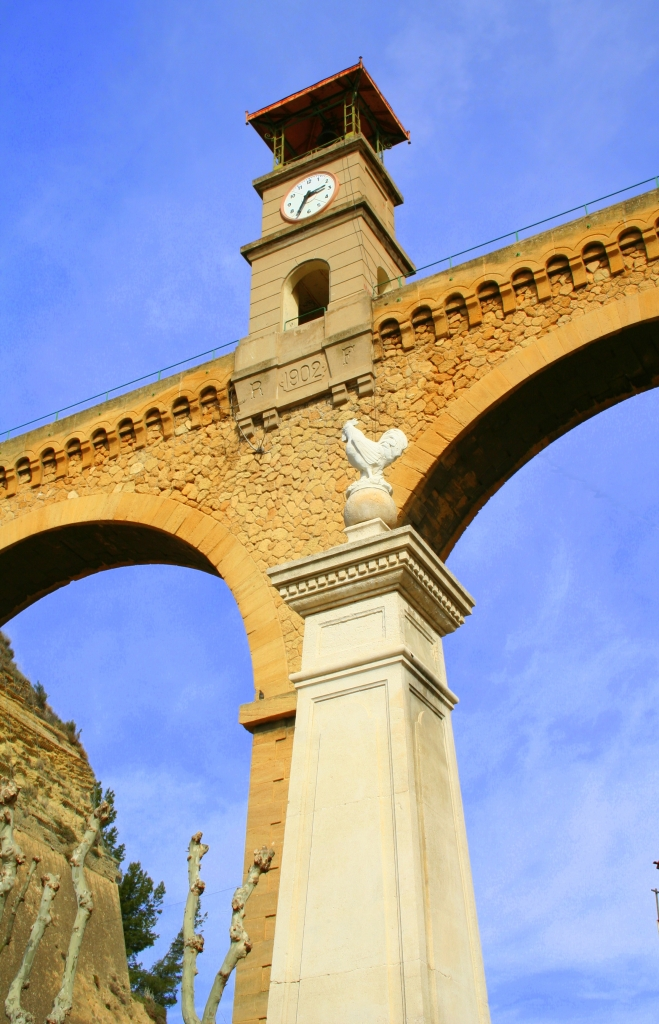
Glockenturm auf der Pont de l’Horloge am Marktplatz
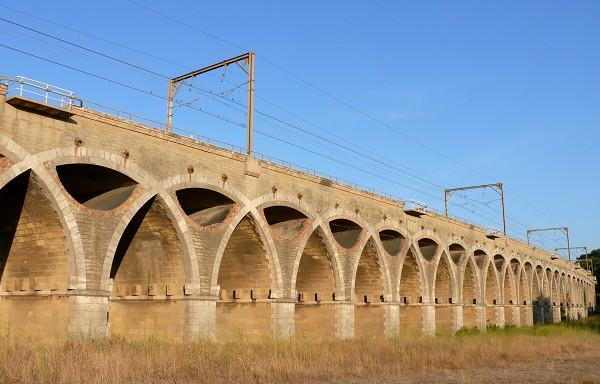
Eisenbahn-Viadukt

## Persönlichkeiten
- Jean-Baptiste Surian (1670–1754), Bischof von Vence und Mitglied der Académie française, geboren in Saint-Chamas